# Coryphantha poselgeriana
Coryphantha poselgeriana ist eine Pflanzenart in der Gattung Coryphantha aus der Familie der Kakteengewächse (Cactaceae). Das Artepitheton poselgeriana ehrt den deutschen Arzt, Chemiker und Botaniker Heinrich Poselger (1818–1883), der von 1849 bis 1851 in Nordamerika sukkulente Pflanzen sammelte.

## Beschreibung
Coryphantha poselgeriana wächst einzeln mit kugelförmigen bis eiförmigen, hell blaugrauen bis blaugrünen Trieben, die bei Durchmessern von 8 bis 15 Zentimetern Wuchshöhen von 10 bis 17 Zentimetern erreichen. Die bis zu 20 Millimeter langen Warzen sind halbkugelförmig bis breit konisch. Die Axillen sind kahl. Gelegentlich sind rote Nektardrüsen vorhanden. Der einzelne weißliche bis schwärzliche, meist abstehende Mitteldorn ist gerade, sehr starr und 2 bis 5 Zentimeter lang. Die acht bis 14 rötlich braunen Randdornen sind schlank. Die untersten ähneln dem Mitteldorn, die oberen stehen gebüschelt zusammen.
Die gelben oder hell rosaroten Blüten erreichen Durchmesser von 4 bis 6 Zentimeter. Die grünen Früchte sind bis zu 5 Zentimeter lang.

## Verbreitung, Systematik und Gefährdung
Coryphantha poselgeriana ist in den mexikanischen Bundesstaaten Coahuila, Durango, Zacatecas und San Luis Potosí auf nahezu vegetationslosen Schwemmböden verbreitet.
Die Erstbeschreibung als Echinocactus poselgerianus durch Albert Gottfried Dietrich wurde 1851 veröffentlicht. Nathaniel Lord Britton und Joseph Nelson Rose stellten die Art 1923 in die Gattung Coryphantha.
In der Roten Liste gefährdeter Arten der IUCN wird die Art als „Least Concern (LC)“, d. h. als nicht gefährdet geführt.

## Nachweise